# G.711
G.711 (rekomendacja ITU-T) – międzynarodowy standard modulacji sygnałów mowy w kanałach o prędkości transmisji do 64 kbit/s. Jest to modulacja impulsowo-kodowa (PCM) o częstotliwości próbkowania 8 kHz z rozdzielczością 8 bitów na próbkę. Biorąc pod uwagę twierdzenie Nyquista–Shannona o próbkowaniu, zgodnie z G.711 można kodować sygnały o szerokości pasma do 4 kHz.
Jest to podstawowa norma dla modulacji PCM wykorzystywana w telefonii cyfrowej, a także często stosowana w telefonii internetowej (VoIP).
Występują 2 odmiany tego kodeka:
- G.711U (PCMU), stosuje algorytm μ-law, używany w Ameryce Północnej i Japonii
- G.711A (PCMA), stosuje algorytm A-law, używany przez resztę świata.